# Станіслав Ян Конецпольський
Станіслав Ян Конєцпольський (пол. Koniecpolski Staniław-Jan; після 1643–1682) — польський шляхтич, «граф на Тарнові та Ярославі». Підписувався як князь святого цісарства Римського і граф на Тарнові, пан на Ярославі, Конєцполі, Бродах.

## Біографія
Був сином сандомирського воєводи Александера Конєцпольського та його дружини Йоанни Барбари із Замойських, онуком гетьмана великого коронного і каштеляна краківського Станіслава Конєцпольського, також канцлера великого коронного Томаша Замойського, правнуком гетьмана і канцлера великого коронного Яна Замойського. Брат тітки короля Міхала Корибута Вишневецького.
Здобув добру освіту, вишкіл, 1662-го навчався у Парижі; замолоду почав військову кар'єру.
Під час рокошу Єжи Себастьяна Любомирського перебував у таборі прихильників короля разом з Яном Собеським, у серпні 1665 був в обозі під Яроціном (певне, перша військова кампанія). 1665 після смерті вуя — сандомирського воєводи Яна Собіпана Замойського — був втягнутий в процес з тіткою Марисенькою Собєською-Замойською та Марціном Замойським — львівським підстолієм, де став на сторону Ґризельди Вишневецької. Процес тривав роками, розглядався на сеймах. «Конституція» 1674 року наказала йому повернути маєтки Замойської ординації (головно фортецю) Марціну Замойському, дозволяючи затримати в доживотті (державця) Кшешовський і Тарногродський «ключі», резиденцію в Звіринці (остаточне вирішення процесу 1677).
В 1666 році разом із Гризельдою Вишневецькою віддав у заставу Рівне, Олександрію, Тинне, Басів Кут та Новий двір для Олександра Цетнера за 80 000 злотих.
1667 р. брав участь в Підгаєцькій кампанії (як долинський староста, староство отримав після батька), у боях із козаками гетьмана Петра Дорошенка, керуючи загоном 700 кіннотників та прикриваючи головні сили тоді ще Яна Собєського. Замкнувся у Тернополі, захистив Тернопіль від татар, потім розбив татарський чамбул під Копичинцями.
У «конституції» 1670 року згаданий якийсь С. Конєцпольський серед інфамів, що деякі історики без доказів приписали йому як долинському старості.
Брав участь у поході польських військ під Брацлавом у 1671 р. Під час конфлікту короля М. Вишневецького з мавконтентами утримував нейтралітет. Під час Хотинської кампанії 1673 р. здобув Язловець, який рік перед тим окупували турки. Згодом під керівництвом тестя Дмитра Юрія Вишневецького брав участь у битві під Хотином на чолі королівських коругв; тоді отримав Белзьке староство. 1676 р. став обозним коронним, у 1679 — воєводою подільським, в 1682 р. отримав посаду каштеляна краківського — найвищий серед світських урядів сенаторських  Згідно з поширеними тоді чутками, ціною цієї посади були Броди і Підгірці, які він віддав королевичеві Якубові Собєському.
С.-Я. Конєцпольського як власника Тернополя згадує у своєму щоденнику подорожі мандрівник Ульріх фон Вердум: «Це місто на Волині (тут іноземець помилився, бо Тернопіль розташований на галицькому Поділлі), спадкова власність пана [Станіслава] Конєцпольського, долинського старости…»
Перший заповіт написав у Бродах 13 вересня 1676; другий — 22 серпня 1682 р. у Біщі, яким свій маєток заповів стрию Яну Александеру Конєцпольскому — старості балинському. В тексті є детальний перелік маєтків. За життя збільшив маєтності; 1661 р. за ним визнали маєток «Мліївщина» (над р. Вільшаною в Київському воєводстві, зокрема, міста Гуляйпіль, Тясьмин, Костянтинів, Орловець). Список утрачених ним за Бучацьким миром 1672 року втрачених маєтностей склав 110 міст, 186 сіл у Київському, Подільському, Брацлавському воєводствах з річним доходом близько 500000 злотих.
Каспер Несецький вказував на виконання ним обов'язків брацлавського каштеляна до смерті (наступник Вацлава Гулевича).

### Шлюб
Був одружений із Євгенією Катериною Вишневецькою (пом. після 1681, Залізці) — донькою великого коронного гетьмана князя Дмитра Юрія Вишневецького (від 23 січня 1667 р.). Посаг — 150000 злотих готівкою, 50000 клейнотами. Дорослих дітей не мали.